# Karabin maszynowy Hotchkiss Mle 1909
Hotchkiss Mle 1909 – francuski lekki karabin maszynowy, skonstruowany na bazie ckmu Mle 1907.
Karabin maszynowy Mle 1909 powstał jako lżejsza wersja ciężkiego karabinu maszynowego Mle 1907. Zmiany obejmowały zastąpienie podstawy trójnożnej dwójnogiem, dodanie kolby z chwytem pistoletowym. W celu obniżenia masy zmniejszono także żebra chłodzące na lufie.
W czasie pierwszej wojny światowej Hotchkiss Mle 1909 razem z Chauchat Mle 1915 były podstawowymi typami lekkiej broni maszynowej armii francuskiej. Opracowano również jego wersje na potrzeby innych państw Ententy:
- Benet-Mercie M1909 Machine Rifle na amunicję .30-06 Springfield używaną przez armię amerykańską
- Hotchkiss Mk. I LMG na amunicję .303 British używaną przez armię brytyjską

Produkcję zakończono w 1918 roku.